# الجماهر في معرفة الجواهر
الجماهر في معرفة الجواهر  كتاب للمؤلف أبو الريحان محمد بن أحمد البيروني (المتوفى : 439هـ)
كتاب قيم وغني بالمعلومات عن الأحجار الكريمة ، يصف فيه الكاتب الأحجار الكريمة بكل دقة وتفصيل من حيث الصفات والعيوب وأماكن وجودها، ومنافعها، وكيفية إصلاحها، وجداول أسعارها في البلدان والأزمان، وما اشتهر من قطعها النفيسة. والكتاب لا يستغنى عنة أي باحث أو هاوي للاحجار الكريمة.
كما كتب فيها عن الفلزات وبالتحديد: الزئبق والذهب ومعادنه والفضة والنحاس والحديد والإسرب وغيرها.